# John Cummings (béisbol)

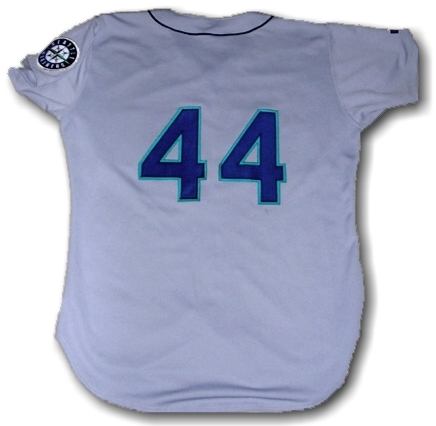
Cummings usó el #44 mientras jugaba con los Mariners, el único equipo de las Grandes Ligas en el que lanzó en la rotación inicial.

John Russell Cummings (nacido el 10 de mayo de 1969) es un ex lanzador zurdo de las Grandes Ligas de Béisbol de 1993 a 1997. Asistió a la Escuela Secundaria Canyon en Anaheim, California.
Los Dodgers de Los Ángeles lo cambiaron a los Tigres de Detroit el 31 de julio de 1996 con el lanzador Joey Eischen por el jardinero Chad Curtis.